# بخش پتخ تیکوا
پتخ تیکوا (به عبری: נפת פתח תקווה، نَفَت پِتَخ تیکْوا)(به عربی: قضاء بتاح تکفا) یک بخش در اسرائیل است که در مرکز این کشور و در حوزه استحفاظی استان مرکز واقع است. مرکز این بخش، شهر پتخ تیکوا است.